# Georgios Pintidis
Georgios Pintidis (* 28. April 2000 in Titisee-Neustadt) ist ein deutsch-griechischer Fußballspieler.

## Karriere
Pintidis wurde zunächst in den Nachwuchsleistungszentren des SC Freiburg und von Borussia Dortmund ausgebildet. Beim BVB spielte er zuletzt in der Saison 2016/17 bei den B1-Junioren (U17), kam aber nur 6-mal in der B-Junioren-Bundesliga zum Einsatz. Zur Saison 2017/18 wechselte Pintidis zu den A-Junioren (U19) des FC Ingolstadt 04. Mit seiner Mannschaft wurde er unter dem Cheftrainer Roberto Pätzold Meister der zweitklassigen A-Junioren-Bayernliga und stieg in die A-Junioren-Bundesliga auf. In der Saison 2018/19, seiner letzten Saison bei den Junioren, absolvierte der zentrale Mittelfeldspieler 24 Bundesligaspiele. Am 1. Dezember 2018 betreute Pätzold die Profimannschaft als Interimstrainer und bot Pintidis bei einer 1:2-Niederlage gegen den Hamburger SV in der 2. Bundesliga in der Startelf auf. Unter dem neuen Trainer Jens Keller zählte Pintidis nicht mehr zum Profikader, sondern spielte wieder fest bei der U19.
Nach dem Abstieg der Profimannschaft in die 3. Liga rückte Pintidis zur Saison 2019/20 unter dem neuen Cheftrainer Jeff Saibene wieder in den Profikader auf. Nachdem er zu Anfang der Saison drei Spiele für die erste Mannschaft bestritten hatte, wurde er dort nicht mehr eingesetzt. Von September bis November 2019 bestritt er acht Spiele für die zweite Mannschaft in der fünftklassigen Bayernliga. Für den Rest der Saison gehörte er keinem Spieltagskader mehr an.
Zur Saison 2020/21 wechselte er in die viertklassige Regionalliga Südwest zur SG Sonnenhof Großaspach, bei der er einen Vertrag bis Sommer 2022 unterschrieb. Für den Absteiger aus der 3. Liga kam er jedoch nur zu sieben Teileinsätzen.
Zur Saison 2021/22 kehrte er zum FC Ingolstadt 04 zurück und gehörte fortan der zweiten Mannschaft in der fünftklassigen Bayernliga an. Da sich zahlreiche Spieler der Profimannschaft in Quarantäne befanden, stand er beim Zweitligaspiel am 4. Dezember 2021 im Spieltagskader, wurde aber nicht eingewechselt. Im Sommer 2022 kehrte er zu seinem Jugendklub FC 08 Villingen zurück, für den er in der fünftklassigen Oberliga Baden-Württemberg spielt. 2024 stieg er mit der Mannschaft in die Regionalliga Südwest auf.

## Erfolge
- Meister der A-Junioren-Bayernliga und Aufstieg in die A-Junioren-Bundesliga: 2018